# Piano préparé
 (décembre 2018).
Si vous disposez d'ouvrages ou d'articles de référence ou si vous connaissez des sites web de qualité traitant du thème abordé ici, merci de compléter l'article en donnant les références utiles à sa vérifiabilité et en les liant à la section « Notes et références ».

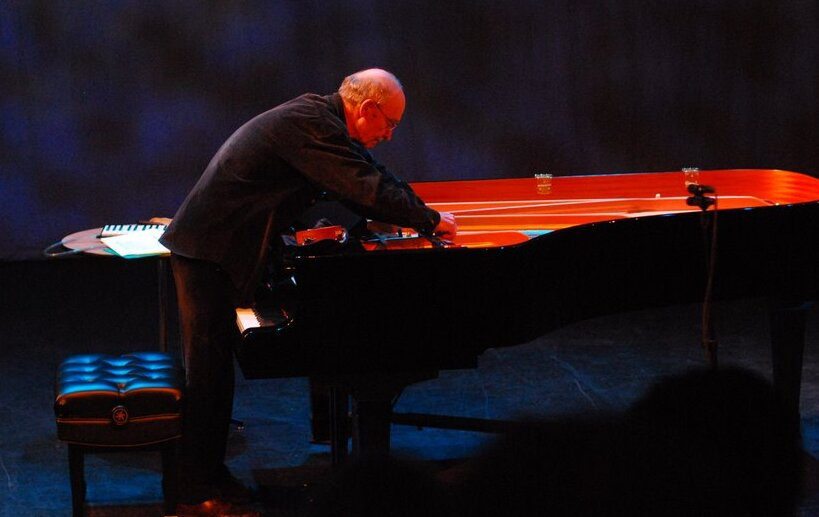
Christian Wolff avec un piano préparé, 2007.

Un piano préparé est un piano dont le son a été altéré en plaçant divers objets — la préparation — dans ses cordes. Cette technique est considérée comme une technique de jeu étendue sur le piano.
L'idée de modifier le timbre d'un instrument par l'utilisation des objets externes a été appliquée à d'autres instruments que le piano, par exemple à la guitare préparée.
Le jeu de la comédie lyrique Le piège de Méduse (1913) écrite par Erik Satie le fera passer pour un précurseur du Dadaïsme. À cette occasion, des feuilles de papier avaient été glissées entre les cordes du piano, ce qui fera de lui le pionnier des instruments « préparés ».

## John Cage
Un compositeur connu pour avoir utilisé cet instrument dans ses œuvres est John Cage. En 1937, à la Cornish School de Seattle, la chorégraphe Syvilla Fort demande à John Cage une musique pour son ballet Bacchanale. À cette époque John Cage compose beaucoup pour instruments à percussion dont il joue lui-même. Mais la scène où doit avoir lieu la représentation est bien trop petite pour accueillir les danseurs et l’orchestre à percussion. Un piano à queue se trouvant dans la salle, John Cage, se souvenant des expériences de Henry Cowell, en vient à insérer des corps et matériaux divers entre les cordes, et ce piano prend alors le nom de (en) prepared piano (« piano préparé »).
« Le piano préparé est en réalité un ensemble de percussions confié aux mains d'un seul interprète » — John Cage
C'est un « piano préparé » né du hasard, les tonalités se définissent selon le matériau utilisé, la taille des différents corps utilisés et leur emplacement. Les corps métalliques (boulons, vis, pièces de monnaie, etc.) produisent les tonalités des instruments à percussion métallique, et les corps en bois ceux des instruments en bois. Le verre, le plastique, le caoutchouc, le tissu, etc., peuvent également être utilisés.
Entre 1940 et 1954, les recherches de Cage se concentrèrent sur le piano préparé, pour des musiques d'accompagnement (ballets, films) mais aussi pour des œuvres musicales autonomes (A Book of Music — 1944, Three Dances — 1945).
Un tableau précédant la partition expose les modalités des réglages (indiquant sur quelle note le matériau doit être positionné, et à quelle distance du bout de la corde). Ceux-ci étaient propres à chaque œuvre. Il constitua une nomenclature de timbres comme matériau de ses compositions, et forma une « bibliothèque d'effets sonores ». Il arrivait souvent à prévoir quel serait l'effet sonore rendu par tels matériaux, mais dans certains cas ceux-ci étaient totalement imprévus, et le charme de l'inattendu prenait toujours plus d'importance dans ses œuvres.
Il va sans dire qu'il n'existe pas, pour le « piano préparé », de relation stable entre la musique, les touches et les sons réels, comme c'est le cas pour le piano ordinaire. La musique n'indique pas la hauteur du son, et les touches ne permettent pas de prévoir le son qui va être produit. La musique est ainsi libérée de tout engagement conventionnel : la considérer comme une sorte de tablature rejoint le procédé de notation non-proportionnelle qui verra le jour ultérieurement. Cage ne modifiait pas toutes les sonorités des cordes du piano préparé. À titre d'exemple, dans ses Sonates et interludes, seules 45 touches étaient préparées, contre 43 non préparées. Dans ces œuvres, Cage utilisait les touches préparées et non préparées.
Cage a voulu à travers cette invention qui a été faite sur l'instrument représentatif de la noblesse de la musique occidentale rappeler que le piano est aussi une mécanique, et il rappelle la dimension artisanale de l'art. Il se détache ainsi complètement des débats qui opposent à l'époque les différents courants musicaux.

## Préparation et acoustique
Physiquement, la préparation du piano modifie la hauteur de la note, sa durée, son intensité (plus ou moins forte), la longueur de sa résonance, le mode d'attaque et d'extinction, et la qualité vibratoire (ou le spectre harmonique, ce qui qualifie le timbre). À titre d'exemple, l'introduction d'un objet sur une corde va baisser le son car la corde est alourdie, mais va l'augmenter à l'attaque. Le timbre sera complètement modifié, et la longueur de la résonance réduite.
Le piano préparé est très utilisé en musique contemporaine, dans la musique improvisée, et quelquefois, dans le jazz (François Tusques, Benoît Delbecq, Ève Risser, Ulrike Haage, Anthony Pateras...), ou plus rarement le rock ou la musique électronique. Il est par exemple utilisé par Aphex Twin dans son album Drukqs, ou encore par l'artiste Hauschka, ainsi que par Klavikon.